# وتویل لا روی
وتویل لا روی (به فرانسوی: Vatteville-la-Rue) یک کامین در فرانسه است که در Canton of Caudebec-en-Caux واقع شده‌است.

## خصوصیات
وتویل لا روی ۵۱٫۱۴ کیلومترمربع مساحت و ۱٬۰۲۵ نفر جمعیت دارد و ۱۵ متر بالاتر از سطح دریا واقع شده‌است.